# Время в Узбекистане
Время в Республике Узбекистан соответствует UTC+5, переход на летнее время не применяется. Территория Узбекистана имеет значительную протяжённость по долготе — около 17°, что соответствует 68 минутам по времени. В 1924—1990 годах на территории Узбекской ССР действовало время двух часовых поясов.

## История
Порядок исчисления времени в Узбекистане в период нахождения в составе СССР устанавливался общесоюзным законодательством. В 1924 году в Узбекистане было установлено время двух часовых поясов, соответствующее UTC+4 и UTC+5. С 1930 года действовало так называемое декретное время, опережающее установленное в 1924 году время на 1 час. В 1981 году был введён перевод часов на летнее время, в том же году 1 октября при возврате на «зимнее» время была изменена граница часовых поясов — Джизакская область не переводила часы на 1 час назад и перешла в часовой пояс UTC+5. Решением республиканских органов власти в Узбекистане сезонный перевод часов был отменён в 1990 году. В информационном материале ТАСС о 1990 годе было отмечено:

И всё-таки под напором общественного мнения в минувшем году Белоруссия, Узбекистан, Таджикистан, Азербайджан летнее время не вводили. Молдова и Грузия отказались от декретного времени. Такое же решение принято на Украине, но стрелки часов «на зиму» здесь не переводили.
Официальная отмена декретного времени в восточной части Узбекистана, как и почти на всей территории СССР, должна была произойти 31 марта 1991 года. Так как переход на летнее время в Узбекистане был уже отменён, то часы 31 марта в восточных областях надо было перевести на 1 час назад (в отличие от большинства регионов СССР, где часы 31 марта 1991 года или не переводились, или переводились на 1 час вперёд). По некоторым сведениям, декретное время в Узбекистане было отменено 29 сентября 1991 года — спустя месяц после провозглашения независимости Республики Узбекистан. После этого декретное время в Узбекистане, в отличие, например, от России или Казахстана, не восстанавливалось. Однако в западной части территории Узбекистана фактически действует не отменявшееся в 1991 году декретное время.
Время в западной части, начиная с указанной даты:
- 02.05.1924 — UTC+4;
- 21.06.1930 — UTC+5;
- 01.04.1981 — UTC+6 (летнее), UTC+5 («зимнее»);
- 25.03.1990[3][5] по настоящее время — UTC+5.

Время в восточной части, начиная с указанной даты:
- 02.05.1924 — UTC+5;
- 21.06.1930 — UTC+6;
- 01.04.1981 — UTC+7 (летнее), UTC+6 («зимнее»);
- 25.03.1990 — UTC+6;
- 29.09.1991[6][4] по настоящее время — UTC+5.

## Полдень в административных центрах
Расхождение действующего официального времени с местным средним солнечным временем определяется отклонением среднего полдня по официальному времени от 12:00. Для сравнения приведены значения среднего полдня в административных центрах в соответствии с их географическими координатами: